# 존 피우스 볼랜드
존 매리 피우스 볼랜드(영어: John Mary Pius Boland, 1870년 9월 16일 ~ 1958년 3월 17일)는 영국의 정치인이자 테니스 선수이다. 아일랜드 국민당 소속으로 하원의원을 지냈으며, 1900년부터 1918년까지는 아일랜드 의회당의 당원이기도 했다.
1892년 런던 대학교를 졸업했고, 독일의 본 대학교에서 한 학기간 공부했다. 이후 옥스퍼드 대학교 크라이스트처치에서 법학을 공부해 1901년에 석사학위를 받았다.

## 첫 근대 올림픽에서 거둔 성공
그는 영국 선수 중 올림픽 테니스에서 우승을 거둔 첫 선수이다. 1회 올림픽 때 금메달을 땄으며 1회 올림픽은 1896년에 아테네에서 열렸다.
볼란드는 1896년 하계 올림픽이 열리는 동안에 아테네에 있는 친구 트라시보알로스 마나오스(Thrasyvoalos Manaos)를 만났다. 조직 위원회의 위원인 마나오스는 볼랜드를 테니스 경기에 참가시켰다. 볼랜드는 파죽지세의 기세로 승리를 했다. 1라운드에서는 독일의 프리드리히 트라운을, 2라운드에서는 그리스의 에반겔로스 랄리스를, 준결승에서는 그리스의 콘스탄티노스 파스파티스를, 결승전에서는 이집트의 디오니시오스 카스다글리스를 꺾고 금메달을 목에 걸었다.
복식경기에서는 그가 1라운드에서 무찌른 독일의 트라운과 한 팀이 되어서 경기를 치렀다. 이들은 복식에서 금메달을 차지했다. 1라운드에서는 그리스의 아리스티디스 아크라토풀로스와 콘스탄티노스 아크라토풀로스를 꺾었으며 준결승은 부전승으로 결승에 자동진출 했고 결승전에서는 그리스의 드미트리오스 페트로코키노스와 카스다글리스를 꺾었다.